# Vojski
Vojski (en rus: Вожский) és un poble (un possiólok) de la República de Komi, a Rússia, segons el cens del 2010 tenia 2.159 habitants.